# Vlag van Edens

Vlag van Edens

De vlag van Edens is de dorpsvlag van het Nederlandse dorp Edens, in de Friese gemeente Súdwest-Fryslân. De vlag werd in 1997 geregistreerd.

## Beschrijving
De beschrijving van de vlag is als volgt:
Linksschuin in drie banen groen, geel en rood, met op de bovenste baan een gele bloem uit het scherm van de zwanenbloem. De gele baan met een dikte gelijk aan 2/5 vlaghoogte.
De kleuren zijn afkomstig van het dorpswapen.

## Symboliek
- Zwanenbloemen: waren reeds in gebruik als dorpssymbool.[2]

## Zie ook

Wapen van Edens